# Segimon Riera
Segimon Riera (Vic, província de Barcelona, 1821 - Paniqui, illes Filipines, 1864) fou un religiós i missioner català.
Pertanyent a la coneguda nissaga osonenca dels Riera, era besoncle del conegut industrial Josep Riera i Puntí (1885-1949), i als vint-i-dos anys sol·licità i aconseguí ser admès en el Real Colegio de Santo Domingo d'Ocaña, on l'any següent professà el seu investiment (24 de setembre de 1843, com a fill de la província del Santísimo Rosario de les Filipines.
Destinat a les Missions quan amb prou feines mitjançava la seva carrera, sortí de Cadis amb la missió de 1848, i ordenat sacerdot a penes arribat a Manila, fou el mateix any 1848 destinat a la casa de Cabagan, al Cagayán, i dos anys més tard, l'1 de setembre de 1850, traslladat a la província de Pangasinán, i va romandre en aquesta per espai de set anys, des del 4 de desembre de 1854, en què fou nomenat vicari de Girona, fins al 7 d'octubre de 1861, en què el destinaren a Manila.
No ocupà tot aquest temps el mateix càrrec, perquè des del 1856 era rector d'Asingán. Elegit prior de Sant Domènec de Manila per aquestes dates, no acceptà el priorat i amb prou feines guarit de les seves xacres que motivaren la seva crida a Manila, assolí ser enviat de bell nou a les doctrines de Pangasinán com a vicari de Villasis el 24 d'agost de 1862, sent traslladat a Paniqui pel capítol provincial el 1863 i assistint als empestats va contraure la malaltia de la qual va morir.
Es lloen de Segimon Riera els dots d'organitzador i les grans obres empreses en els pobles que administrava.